# Štefan Mezőlaky
Štefan Mezőlaky (maďarsky Mezőlaky István, 8. února 1928 Šarovce – 20. srpna 2009 Želiezovce) byl slovenský fotbalový útočník a trenér maďarského původu.
Byl otcem tří dětí a povoláním zubní technik. Absolvoval zdravotnickou školu v Komárnu.

## Hráčská kariéra
Začínal v rodných Šarovcích jako brankář. Ve svých 15 letech se s rodinou přestěhoval do Želiezovců, kde začal ihned chytat za muže. Během studií na učitelském institutu v Levicích ještě chytal, když se však v jednom utkání zranil útočník, tak jej trenér postavil na pravé křídlo a šestnáctiletý Štefan se už mezi tyče nevrátil. Roku 1945 se společně se svým bratrem Tiborem přestěhoval do Budapešti, kde navštěvoval tréninky klubu Ferencvárosi TC, stesk po domovu ho však přiměl k návratu. V roce 1948 přestoupil do Trnavy.
V československé lize hrál za Kovosmalt Trnava (dobový název Spartaku) ve dvou ročnících, v nichž vstřelil dohromady dvanáct branek. Debutoval v neděli 20. března 1949 v Považské Bystrici, kde byl jediným střelcem Trnavských, kteří s domácím Manetem prohráli 5:1 (poločas 1:1). V sezoně 1949 byl nejlepším střelcem Trnavy s devíti góly.
Během základní vojenské služby působil v Šumperku, odkud se vrátil do Želiezovců, kde v roce 1959 kvůli vytrvalému zranění ukončil hráčskou kariéru.

### Prvoligová bilance
| Ročník             | Zápasy | Góly | Minuty | Klub                 |
| ------------------ | ------ | ---- | ------ | -------------------- |
| I. liga 1949       | 19     | 9    | –      | ZSJ Kovosmalt Trnava |
| I. liga 1950       | 13     | 3    | –      | ZSJ Kovosmalt Trnava |
| CELKEM I. ČS. LIGA | 32     | 12   | –      |                      |

## Trenérská kariéra
Po skončení hráčské kariéry se stal trenérem. Vedl Želiezovce, Zbrojníky a Šarovce.